# UFC Fight Night: Poirier vs. Pettis
UFC Fight Night: Poirier vs. Pettis (também conhecido como UFC Fight Night 120) foi um evento de artes marciais mistas produzido pelo Ultimate Fighting Championship, realizado no dia 11 de novembro de 2017, no Ted Constant Convocation Center, em Norfolk, Virgínia.

## Fundo
O evento marcará a primeira vez que a promoção visitará a área de Hampton Roads, na Virgínia.
Uma luta no peso-leve entre Dustin Poirier e o ex-Campeão Peso-Leve do WEC e ex-Campeão Peso-Leve do UFC, Anthony Pettis, servirá como a principal do evento.

## Bônus da Noite
- Luta da Noite:  Dustin Poirier vs.  Anthony Pettis
- Performance da Noite:  Matt Brown e  Raphael Assunção